# عبد الله سعيد الليبي
عبد الله سعيد الليبي مواطن ليبي، كان أحد قيادات تنظيم القاعدة في باكستان. حيث كان قائدًا لإحدى الوحدات العسكرية، قُتِلَ الليبي في هجوم صاروخي أمريكي بواسطة طائرة بدون طيار في 17 ديسمبر 2009 في شمال وزيرستان.